# Aeronave de construcción propia

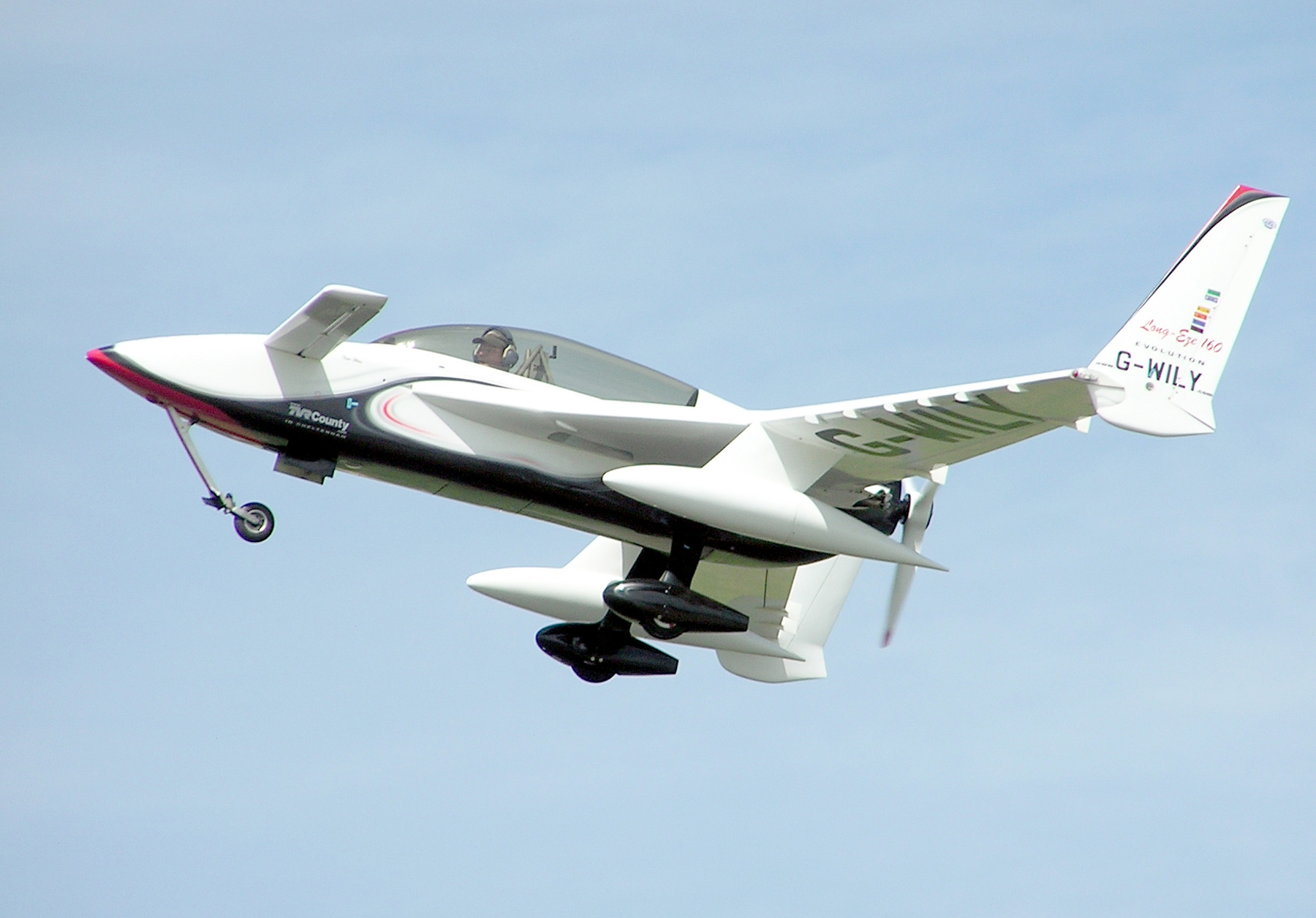
Un avión casero construido en 1984 en Inglaterra

Diemert Defender

Una aeronave de construcción propia es una aeronave construida o ensamblada por personas aficionadas y de manera no profesional, generalmente como una actividad de ocio. Suelen construirse a partir de kits de ensamblaje (marca registrada, muchas veces licenciada por las autoridades) —conocidos también como aviones de montaje o ensamblaje casero, o aviones en kit— o, a su vez, a partir de planos creados por los propios aficionados —conocidos como aviones de fabricación propia—. En el primer caso puede haber múltiples ejemplares de un modelo concreto, y en el segundo se trata de prototipos individuales. Cualquiera de estas modalidades se conocen generalmente también como avión casero o avión de aficionado.
En la gran mayoría de casos se trata de avionetas de un solo motor, casi siempre ultraligeras o ligeras-deportivas, aunque ha habido casos de avionetas ligeras e incluso las que emplean pequeños motores a reacción. Las aeronaves diseñadas y construidas por profesionales, como los ingenieros aeronáuticos en sus propias instalaciones, no suelen entrar en esta categoría.

## Visión general
En Estados Unidos, Brasil, Australia, Nueva Zelanda y Sudáfrica, las aeronaves de construcción casera pueden obtener licencias experimentales en virtud de la FAA o de normativas locales similares. Con algunas limitaciones, el constructor o constructores de la aeronave deben haberlo hecho para su propia educación y recreo y no con fines lucrativos.En EE. UU., el constructor principal también puede solicitar un certificado de reparador para ese fuselaje.El certificado de reparador permite al titular realizar y aprobar la mayoría de las tareas de mantenimiento, reparación e inspección.
Alberto Santos-Dumont fue, en 1910, el primero en ofrecer planos de construcción gratuitos de su Demoisell. El primer avión salido a la venta como planos y no con una estructura completa fue el Baby Ace en la década de los 1920s.
Los aviones de fabricación casera ganaron popularidad en los EE. UU. en 1924 con el inicio de las Carreras Aéreas Nacionales, celebradas en Dayton, Ohio. Estas carreras requieren aviones con cargas útiles de 150 lb (68 kg) y motores de 80 pulgadas cúbicas o menos y, como consecuencia de las limitaciones de clase, la mayoría fueron construidos por aficionados. Los años posteriores al vuelo transatlántico de Charles Lindbergh generaron un pico de interés entre 1929 y 1933. Durante este período, muchos diseñadores, constructores y pilotos de aviones fueron autodidactas y la alta tasa de accidentes provocó la condena pública y una mayor regulación de la construcción por parte de aficionados. Las normas federales resultantes sobre diseño, ingeniería, análisis de tensiones, uso de material de calidad aeronáutica y pruebas de aeronaves pusieron fin a la construcción amateur, excepto en algunas áreas especializadas, como las carreras. En 1946, Goodyear reinició las Carreras Aéreas Nacionales, incluida una clase para aviones propulsados por motores de 200 pulgadas cúbicas y más pequeños. La clase de pilotos enanos se extendió a nivel nacional en los Estados Unidos. y esto llevó a pedidos de estándares aceptables para permitir el uso recreativo de aviones construidos por aficionados. A mediados de la década de 1950, tanto Estados Unidos como Canadá permitieron una vez más que los aviones construidos por aficionados cumplieran con estándares y limitaciones específicos.
Los aviones construidos en casa son generalmente pequeños, aviones deportivos de uno a cuatro asientos que emplean métodos simples de construcción. Los marcos de madera o metal cubiertos de tela y madera contrachapada son comunes en la estructura de las aeronaves, pero cada vez más se utilizan fibra de vidrio y otros compuestos, así como técnicas de construcción de aluminio completo, técnicas empleadas por primera vez por Hugo Junkers desde finales de la Primera Guerra Mundial. Los motores suelen ser los mismos o similares a los motores utilizados en aeronaves certificadas (como Lycoming, Continental, Rotax y Jabiru). Una minoría de autos caseros utilizan motores de automóviles convertidos, siendo los más comunes los Volkswagen Flat-4 refrigerados por aire, los motores refrigerados por líquido basados en Subaru, los motores de seis cilindros Mazda Wankel y Chevrolet Corvair. El uso de motores de automóviles ayuda a reducir los costos, pero muchos constructores prefieren motores de aviación, que se percibe que tienen un mejor rendimiento y confiabilidad. Otros motores que se han utilizado incluyen los de motosierras y  motocicletas.
Una combinación de costos y litigios, especialmente en la era de mediados de la década de 1980, desalentó a los fabricantes de aviación general de introducir nuevos diseños y llevó a que las aeronaves caseras superaran en ventas a los aviones construidos en fábrica por cinco a uno.

## Historia
Los aviones caseros pueden ser considerados los inicios de la aviación. Incluso aunque los Hermanos Wright, Clément Ader y sus sucesores tuvieran objetivos comerciales en mente, el primer avión de la historia no fue más que el fruto de dos entusiastas con el fin de volar.

### Primeros años
La aviación dio un salto adelante con la industrialización que acompañó a la Primera Guerra Mundial. En la posguerra, los fabricantes necesitaban encontrar nuevos mercados e introdujeron modelos diseñados para el turismo. Sin embargo, estas máquinas sólo estaban al alcance de los muy ricos.
Muchas aeronaves estadounidenses diseñadas y matriculadas a partir de los años 20 fueron consideradas "experimentales" por la (entonces) CAA, el mismo registro bajo el que se expiden los Certificados Especiales de Aeronavegabilidad a los modernos homebuilts. Muchos de ellos eran prototipos, pero diseños como el de Bernard Pietenpol de 1923 fueron algunos de los primeros aviones construidos en casa. En 1928, Henri Mignet publicó los planos de su HM-8 Pou-du-Ciel, al igual que Pietenpol para su Air Camper. Más tarde, Pietenpol construyó una fábrica y en 1933 empezó a crear y vender kits de aviones parcialmente construidos.
En 1936 se crea en Francia una asociación de aficionados a la aviación. En 1938 se modifica la legislación para crear el Certificat de navigabilité restreint d'aéronef (CNRA, "certificado de navegación restringida para aeronaves"). En 1946 nace la Ultralight Aircraft Association, que en 1952 se convierte en la Popular Flying Association en el Reino Unido, seguida en 1953 por la Experimental Aircraft Association (EAA) en Estados Unidos y la Sport Aircraft Association en Australia.
El término "construcción casera" se popularizó a mediados de la década de 1950, cuando el fundador de la EAA, Paul Poberezny, escribió una serie de artículos para la revista Mechanix Illustrated en los que explicaba cómo una persona podía comprar un juego de planos y construir su propio avión en casa. En 1955, Poberezny cofundó, con Robert D. Blacker, el primer programa de divulgación juvenil de la EAA, el Proyecto Schoolflight, que introdujo la "construcción casera" en las clases de artes industriales de los institutos de todo Estados Unidos. Los artículos de Poberezny en Mechanix Illustrated fueron aclamados en todo el mundo y el concepto de construcción aeronáutica doméstica despegó.

### Tecnología e innovación
Hasta finales de la década de 1950, los constructores se habían ceñido principalmente al diseño de madera y tela y de tubos de acero y tela. Sin las restricciones normativas a las que se enfrentaban los fabricantes de aviones de producción, los constructores caseros introdujeron diseños y técnicas de construcción innovadores. Burt Rutan introdujo el diseño Canard en el mundo de la construcción casera y fue pionero en el uso de la construcción con materiales compuestos. Richard Van Grunsven llevó la construcción metálica de los aviones en kit a un nuevo nivel con su serie RV. A medida que mejoraba la sofisticación de los kits, se generalizaron componentes como los pilotos automáticos y los instrumentos de navegación más avanzados.
Los litigios de los años 70 y 80 provocaron el estancamiento del mercado de las aeronaves pequeñas, obligando a las empresas supervivientes a conservar diseños más antiguos y probados. En los últimos años, la normativa menos restrictiva para los homebuilts permitió a varios fabricantes desarrollar diseños nuevos e innovadores; muchos pueden superar a los aviones de producción certificados de su clase.
Un ejemplo de diseño casero de alta gama es Lancair, que ha desarrollado varios kits de alto rendimiento. El más potente es el Lancair Propjet, un kit de cuatro plazas con presurización de cabina y un motor turbohélice, que alcanza los 24.000 pies (7.300 m) y 370 nudos (425 mph, 685 km/h). Aunque este tipo de aviones se consideran "caseros" por razones legales, normalmente se construyen en fábrica con la ayuda del comprador. Esto permite a la empresa que vende el kit evitar el largo y costoso proceso de certificación, ya que siguen siendo construidos por el propietario de acuerdo con la normativa. Uno de los términos aplicados a este concepto se conoce comúnmente como "la regla del 51%", que exige que los constructores realicen la mayor parte de la fabricación y el montaje para obtener un certificado de aeronavegabilidad como aeronave de construcción amateur.
Desde la década de 1970 se ha construido un pequeño número de aviones a reacción en kit, incluido el diminuto BD-5J de Bede Aircraft.

### Tendencias futuras
En una amplia entrevista, publicada en la revista KitPlanes en diciembre de 2012, se le preguntó al presidente de Van's Aircraft y de la Aircraft Kit Industry Association (AKIA), Dick Van Grunsven, por el futuro del sector de los aviones en kit:
No espero ver cambios dramáticos en la industria en los próximos cinco años. Diez años; quién sabe⁇ es demasiado dependiente de los precios del combustible, la política de la FAA, etc. En general, creo que nuestra industria seguirá madurando, especialmente porque AKIA tiene éxito en el crecimiento y tiene una influencia positiva en la profesionalidad de sus miembros de la industria y en los constructores/pilotos de sus productos. Con la preocupación por los precios del combustible, podríamos ver una tendencia hacia aviones de menor potencia destinados más para el vuelo deportivo puro en lugar de la tendencia hacia aviones de campo, que ha sido la norma en los últimos 30 años. Yo esperaría que hacia el final de ese período, podría haber algunos proyectos de diseño en aviones de propulsión eléctrica, pero sólo si la tecnología de la batería mejora significativamente. Podríamos ver más casas tipo motor glider, vinculadas tanto a los altos precios del combustible como a la emergente tecnología de propulsión eléctrica.
Lo que hacemos en Van's podría reflejar algo de lo anterior. Por desgracia, no veo el potencial de crecimiento que había en los años ochenta y noventa. Parece que hay una base de pilotos cada vez más pequeña para atraer gente para construir kits. Además, con los cambios demográficos, es posible que haya un menor interés o capacidad para emprender la construcción de aviones como pasatiempo. Esperemos que las iniciativas de EAA y AOPA para interesar a más personas en aprender a volar ayuden a crear un mercado más grande para nuestros aviones.

Los mercados emergentes como China e India también podrían impulsar la demanda de nuestros productos, pero será necesario formar infraestructuras completas antes de que los pequeños jugadores como nosotros puedan beneficiarse.

## Materiales de construcción
Las aeronaves de construcción casera pueden construirse con cualquier material que sea lo suficientemente ligero y resistente para el vuelo. A continuación se detallan varios métodos de construcción habituales.

### Madera y tela
Se trata de la construcción más antigua, vista en los primeros aviones y, por tanto, la más conocida. Por ese motivo, las asociaciones de aviones construidos por aficionados contarán con más especialistas en este tipo de embarcación que en otros.
Las maderas más utilizadas son el abeto Sitka y el abeto Douglas, que ofrecen una excelente relación resistencia-peso. Los elementos estructurales de madera se unen con adhesivo, normalmente epoxi. A diferencia de las técnicas de construcción en madera utilizadas en otras aplicaciones, prácticamente todas las uniones de madera en los aviones son simples uniones a tope, con cartelas de madera contrachapada. Las juntas se diseñan para que sean más resistentes que los miembros. Una vez terminada la estructura, el avión se cubre con tejido aeronáutico (normalmente poliéster de calidad aeronáutica). La ventaja de este tipo de construcción es que no requiere herramientas ni equipos complejos, sino que se emplean elementos comunes como sierra, cepilladora, lima, papel de lija y abrazaderas.
Algunos ejemplos de diseños de madera y tela construidos por aficionados son:
- El clásico Pietenpol Air Camper, construido en casa desde los años 20.
- El Bowers Fly Baby, un monoplano de ala baja muy popular desde los años 60.
- El Ison miniMAX

### Mezcla de madera y materiales compuestos
Una tendencia reciente son los aviones compuestos de madera. El material básico que soporta la carga sigue siendo la madera, pero se combina con espuma (por ejemplo, para aumentar la resistencia al pandeo de las pieles de madera contrachapada que soportan la carga) y otros materiales sintéticos como la fibra de vidrio y la fibra de carbono (para aumentar localmente el módulo de las estructuras que soportan la carga, como las tapas de los largueros).
Algunos ejemplos de diseños con compuestos de madera son
- Proyecto de avión experimental Ibis, diseñado por Roger Junqua
- Serie KR de homebuilts diseñada por Ken Rand
- PIK-26 diseñado por Kai Mellen

### Metal
Los aviones construidos con metal utilizan técnicas similares a las de los aviones más convencionales construidos en fábrica. Pueden ser más difíciles de construir, ya que requieren cortar, dar forma y remachar el metal si se construyen a partir de planos. Existen kits de "construcción rápida" en los que el corte, la conformación y el taladrado se realizan en su mayor parte, por lo que sólo es necesario el acabado y el montaje. También existen kits de este tipo para otros tipos de construcción aeronáutica, especialmente los de materiales compuestos.
Hay tres tipos principales de construcción metálica: chapa de aluminio, tubo de aluminio y tubo de acero soldado. Las estructuras de tubo están recubiertas de tela aeronáutica, muy parecida a la de los aviones de madera.
Entre los ejemplos de aeronaves de aficionados de base metálica se incluyen:
- El Murphy Moose, Rebel, Super Rebel y Maverick, producidos por Murphy Aircraft.
- El Vans RV-4, RV-8, RV-10 y otros modelos producidos por Van's Aircraft, son los aviones caseros de metal más populares.
- La familia de aviones biplaza en kit Zenith CH601 Zodiac y Zenith STOL CH701 de Chris Heintz.
- El ARV Super2 tiene alas, fuselaje y empenaje convencionales, pero la cabina es un monocasco de aleación superplástica "Supral

### Compuesto
Las estructuras de material compuesto están hechas de tejido con una gran resistencia a la tracción (normalmente fibra de vidrio o de carbono, u ocasionalmente kevlar) combinado con un plástico estructural (normalmente epoxi, aunque en algunos aviones se utiliza viniléster). El tejido se satura con el plástico estructural en forma líquida; cuando el plástico se cura y endurece, la pieza mantiene su forma al tiempo que posee las características de resistencia del tejido.
Los dos tipos principales de aviones de materiales compuestos son los moldeados, en los que las estructuras principales, como las pieles de las alas y las mitades del fuselaje, se preparan y se curan en moldes, y los sin molde, en los que las formas se tallan en espuma y luego se cubren con fibra de vidrio o de carbono.
Las ventajas de este tipo de construcción incluyen superficies lisas (sin la resistencia de los remaches), la capacidad de construir curvas compuestas y la posibilidad de colocar fibra de vidrio o de carbono en posiciones, orientaciones y cantidades óptimas. Los inconvenientes incluyen la necesidad de trabajar con productos químicos, así como la baja resistencia en direcciones perpendiculares a la fibra. Los materiales compuestos ofrecen una resistencia superior a su peso. La rigidez del material en función de la dirección (en lugar de ser igual en todas las direcciones, como ocurre con los metales) permite una "adaptación elástica" avanzada de las piezas de materiales compuestos.
Ejemplos de embarcaciones de aficionados fabricadas con materiales compuestos incluyen:
- Diseños de Canard como VariEze y Long EZ diseñados por Burt Rutan
- La hélice de empuje Cirrus VK-30 diseñada por Jeff Viken y los hermanos Klapmeier
- La familia Europa XS de monoplanos británicos de dos plazas diseñados por Ivan Shaw
- Las series Glasair I, II y III de construcciones de viviendas de alto rendimiento diseñadas por Tom Hamilton

## Cultura
El espectáculo aéreo más grande del mundo es el anual show aéreo EAA AirVenture Oshkosh de la Experimental Aircraft Association en Oshkosh, Wisconsin, que se lleva a cabo a fines de julio y principios de agosto. Otros eventos anuales son el Sun N' Fun Fly-In, que se produce a principios de la primavera en Lakeland, Florida, y el Northwest EAA Fly-In en Arlington, Washington. Estos eventos se llaman fly-ins, ya que muchas personas vuelan sus aviones caseros y otros aviones al aeropuerto que alberga el espectáculo, a menudo acampando allí durante la duración. Ambos eventos duran una semana. Los despegues y aterrizajes en estos espectáculos suelen ser de miles.